# 九刑
《九刑》是西周时期成文刑书的总称，全书共分9篇。
九刑基本沿袭商朝的五刑制度（墨、劓、剕、宫、大辟共五刑），又增加了赎、鞭、扑、流等四种刑罚，称以上的九种刑罚为为西周的九刑。